# Рак Владислав Миколайович
Владисла́в Микола́йович Ра́к (28 грудня 1998 — 6 серпня 2019) — матрос Збройних сил України, учасник російсько-української війни.

## Життєпис
Народився 1998 року в Козельці (Чернігівська область); 2014-го закінчив 9-й клас Козелецької ЗОШ І—ІІІ ст. № 3. 2017 року закінчив Чернігівський професійний ліцей залізничного транспорту — за фахами муляра, штукатура й лицювальника-плиточника; займався спортом.
Досягнувши віку 18 років, 26 вересня 2017 року вступив на військову службу за контрактом; матрос, гранатометник 1-го відділення 1-го взводу десантно-штурмової роти 36-ї окремої бригади морської піхоти.
6 серпня 2019 року в передобідній час під час інженерних робіт з обладнання позицій ВОП поблизу села Павлопіль, внаслідок ворожого обстрілу, від мінно-вибухових травм загинули четверо військовиків. Найімовірніше, постріл зроблено з РПГ-7 із використанням міни калібром 82 мм, яка була прикручена до реактивного двигуна гранати. Тоді ж полягли Курдов Василь Миколайович, Шарко Олександр Олександрович і Шандра Сергій Іванович.
7—9 серпня 2019 року в Козелецькому районі у зв'язку із загибеллю Олександра Шарка та Владислава Рака оголошено днями жалоби. Похований у Козельці.
Без Владислава лишились батьки, брат і сестра.

## Нагороди та вшанування
- Указом Президента України № 625/2019 від 23 серпня 2019 року за «особисту мужність і самовіддані дії, виявлені у захисті державного суверенітету та територіальної цілісності України» — нагороджений орденом «За мужність» III ступеня (посмертно)[3]